# La Rivale (film, 1995)
Pour les articles homonymes, voir La Rivale.
 (mars 2017).
Si vous disposez d'ouvrages ou d'articles de référence ou si vous connaissez des sites web de qualité traitant du thème abordé ici, merci de compléter l'article en donnant les références utiles à sa vérifiabilité et en les liant à la section « Notes et références ».
Pour plus de détails, voir Fiche technique et Distribution.
La Rivale (Beauty's Revenge) est un téléfilm américain réalisé par William A. Graham, diffusé en 1995.

## Scénario
La vie d'un jeune fermier vire au cauchemar à cause d'une reine de beauté régionale.

## Fiche technique
- Titres français : La Rivale
- Titre original : Beauty's Revenge
- Réalisation : William A. Graham
- Pays d'origine :  États-Unis
- Langue : anglais
- Format : couleurs
- Genre : drame
- Durée : 190 min.
- Dates de diffusion : 25 septembre 1995

## Distribution
- Courtney Thorne-Smith
- Kyle Secor
- Stephen Fanning
- Tracey Gold
- Don S Davis
- Ewan « Sudsy » Clark
- Joely Collins
- Duane Keogh